# Daniel José Queraltó
Daniel José Queraltó (Igualada, 25 d'octubre de 1973) és un informàtic i jugador d'escacs andorrà i que té el títol de Mestre Candidat des de 2012. A la llista d'Elo de la FIDE de l'abril de 2016, hi tenia un Elo de 2124 punts, cosa que en feia el jugador número 7 (en actiu) d'Andorra. Ha estat dos cops campió d'escacs d'Andorra en els anys 2002 i 2010, i subcampió el 2019.
Daniel fou qui edità àbac, el primer article de la Viquipèdia en català el març de 2001. A més ha editat altres articles relacionats amb la informàtica, la matemàtica o els escacs. Ha estat soci fundador i col·laborador de l'Associació Amical Viquipèdia. Per aquestes contribucions, el 2013 rebé el premi d'Actuació Cívica de la Fundació Lluís Carulla.
Com a informàtic, Daniel és l'autor de la nova màquina d'escacs Andscacs, projecte que començà el 2013 i continua desenvolupant, i que el 2016 participarà en el reconegut Campionat de màquines d'escacs TCEC.